# Ján Rajtár
Ján Rajtár (Taszármalonya, 1954. április 4. -) szlovák régész.

## Életpályája
1978-ban végzett a Comenius Egyetem régészet szakán. A nyitrai Szlovák Tudományos Akadémia Régészeti Intézetének tudományos munkatársa. 1992-2000 között osztályvezető, 2006-2011 között a tudományos tanácsának elnöke.
1989-1991 között Humboldt ösztöndíjasként Münchenben (Németország) volt tanulmányúton. 2005, 2008 és 2013-ban ismét Németországban, 2005-ben pedig Ausztriában.
Klára Kuzmovával Izsán folytatott hosszabb ideig ásatásokat, illetve a római kori ideiglenes táborok kérdéskörével foglalkozik. A Szlovák Régészeti Társaság tagja (elnöke) és a berlini Deutsches Archäologisches Institut levelező tagja.

## Művei
- 1986 Bisherige Erkenntnise zur Befestigung des Römerkastells in Iža. Slovenská archeológia 34, 185–222. (tsz. Kuzmová, K.)
- 1995 Kelten, Germanen, Römer. Brno/Nitra (társszerk. Karol Pieta és Jaroslav Tejral)
- 1996 Limes Romanus a rímske opevnenia na Slovensku. Pamiatky a múzeá 1996/3, 18–23.
- 1998 Včasná a stará laténska doba. Prvé historické etniká na Slovensku. In: D. Kováč a kol.: Kronika Slovenska 1. Od najstarších čias do konča 19. storočia (tsz.)
- 2000 Kastel v Iži–hraničná pevnosť na Dunaji. Pamiatky a múzeá 2000/3, 34–38.
- 2001 Po stopách Rimanov na Dunaji – Kelemantia-Brigetio (tsz.)
- 2010 Fragmente von hunnischen Kesseln in Iža. In: A. Măgureanu – E. Gáll (Hrsg.): Intre stepa si imperiu – Studii în onoarea lui Radu Harhoiu. Bucuresti, 119-126. (tsz. Jozef Zábojník)
- 2013 Germánske žiarové pohrebisko v Sekuliach. In: Zborník príspevkov konferencie CSTI 2013, 276-281. (tsz. Iván, R. – Knoll, M. – Ölvecky, R.)
- 2015 Germánske nálezy z rímskeho drevozemného tábora v Iži. Zborník SNM – Archeológia 25, 379–399.
- 2016 Olovená votívna plastika Merkúra z Hurbanova. Zborník SNM – Archeológia, Suppl. 11. Bratislava, 167-174.
- 2017 Urny zdobené ozubeným kolieskom z vybraných hrobov pohrebísk v Kostolnej pri Dunaji a v Sekuliach. Zborník SNM 111 – Archeológia 27. (tsz. Linda Kovácsová)
- 2017 K osídleniu Chotína v dobe rímskej. Studia Historica Nitriensia 21 – supplementum, 173-193. (tsz. Eva Kolníková – Klára Kuzmová)
- 2020 Archaeological footprints of a superpower in hostile territory – Recent research on the traces of Roma militar activities in the barbarian region north of the Middle Danube. In: Experiencing the Frontier and the Frontier of Experience. Barbarian perspectives and Roman strategies to deal with new threats. London, 10-36.  helytelen ISBN kód: 978-1-78969-681-1  (tsz. Hüssen, Claus-Michael – Komoróczy Balázs – Vlach, Marek)
- 2022 The Middle Segment of the Danube Limes on the UNESCO World Heritage List. Pamiatky a múzeá 2022

### Magyarul
- Ján Rajtár–Ratimorsky Piroska: Izsa. Római tábor Leányvár; Komáromi Ny., Komárno, 1997 (Honismereti kiskönyvtár)